# هدیه دیپلماتیک
هدیه دیپلماتیک (به انگلیسی: Diplomatic gift) یک هدیه است که توسط دیپلمات، سیاستمدار یا رهبر در زمان بازدید از یک کشور خارجی به آن کشور داده می‌شود. اغلب این هدیه توسط میزبان تلافی می‌شود. استفاده از هدایای دیپلماتیک به دنیای باستان بازمی‌گردد و افراد در تقدیم هدایای خود با یکدیگر رقابت می‌کردند. برای نمونه می‌توان به ابریشم‌هایی که امپراتوری بیزانس به غربی‌ها در دوران قرون وسطای آغازین داده اشاره نمود.

## نگارخانه

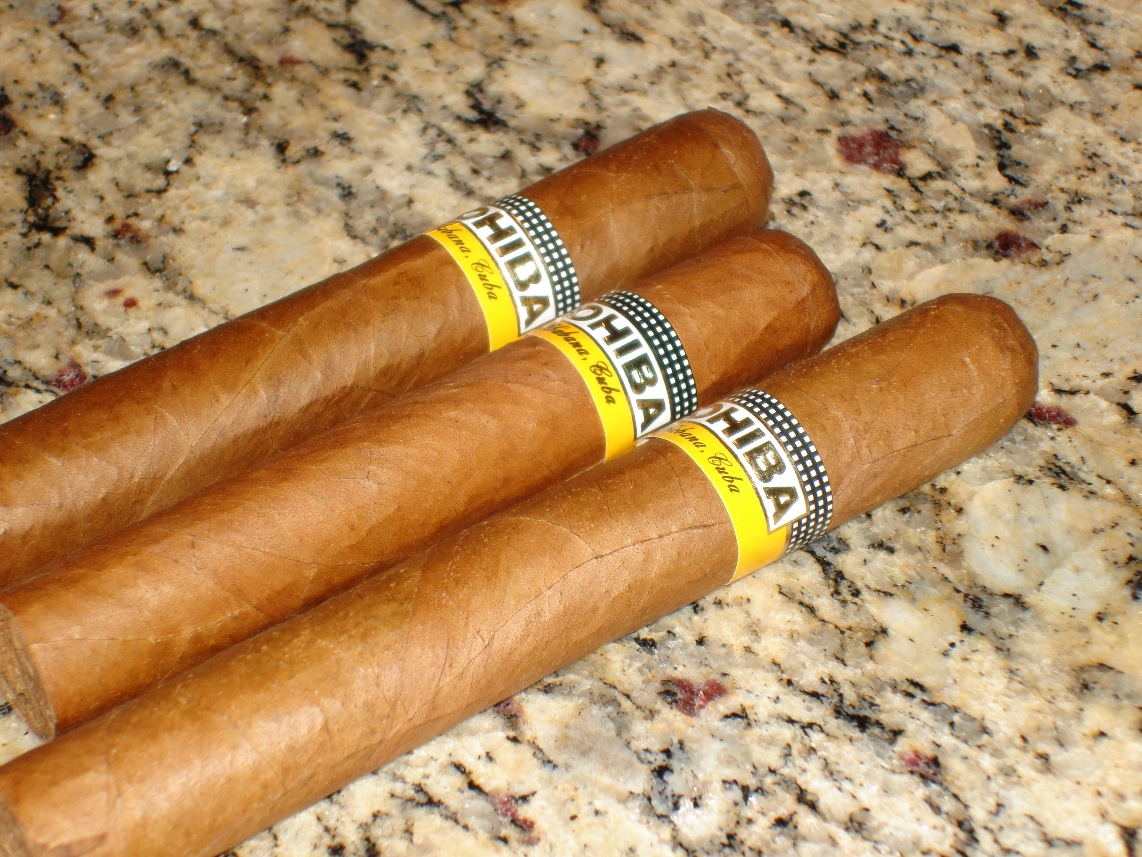
سیگارهایی که اغلب توسط فیدل کاسترو هدیه داده می‌شد.
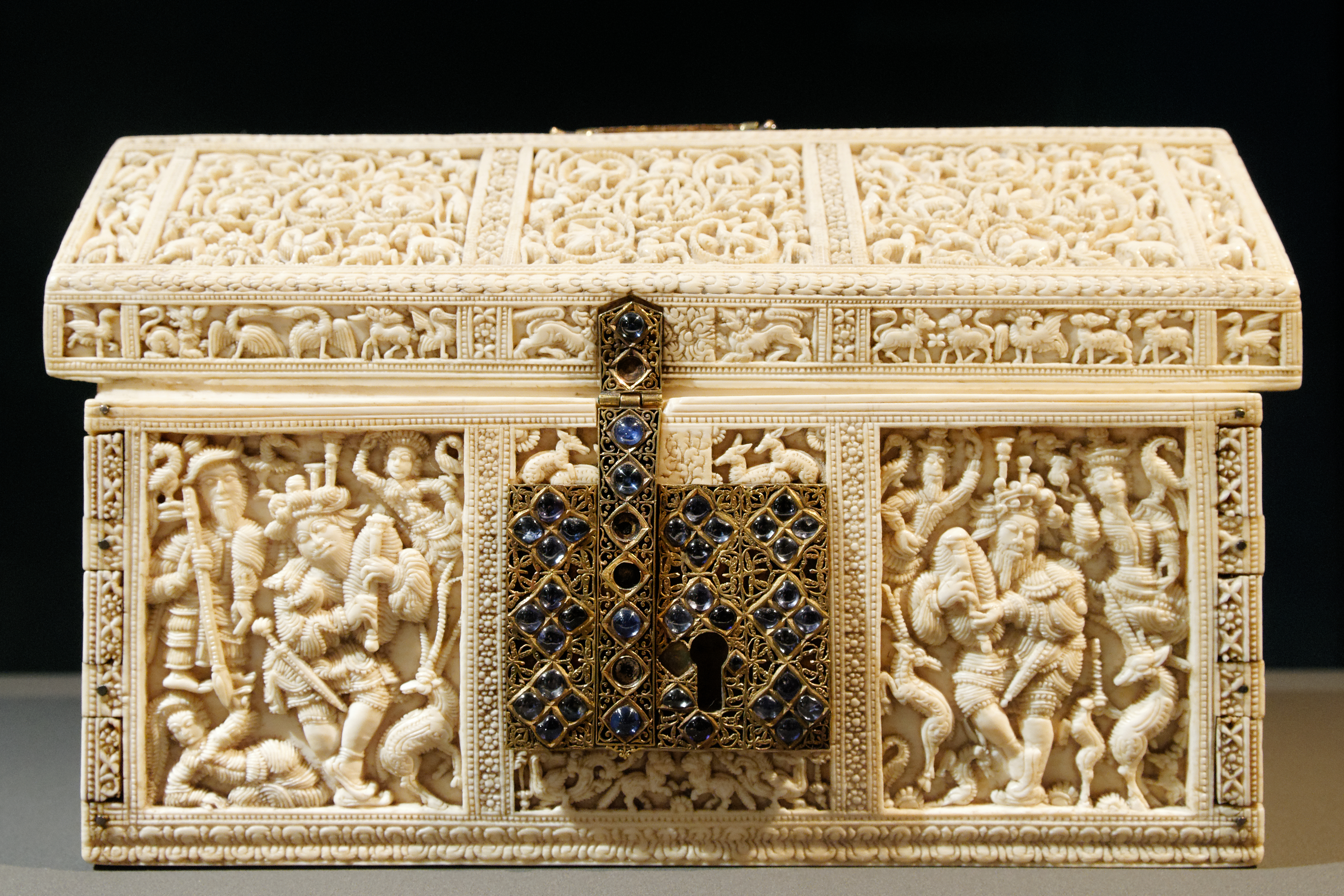
تابوت با تصاویر مسیحی که پادشاه سری‌لانکا به پادشاه پرتغال داده‌است.
شمشیر استالینگراد که وینستون چرچیل به ژوزف استالین هدیه داد.
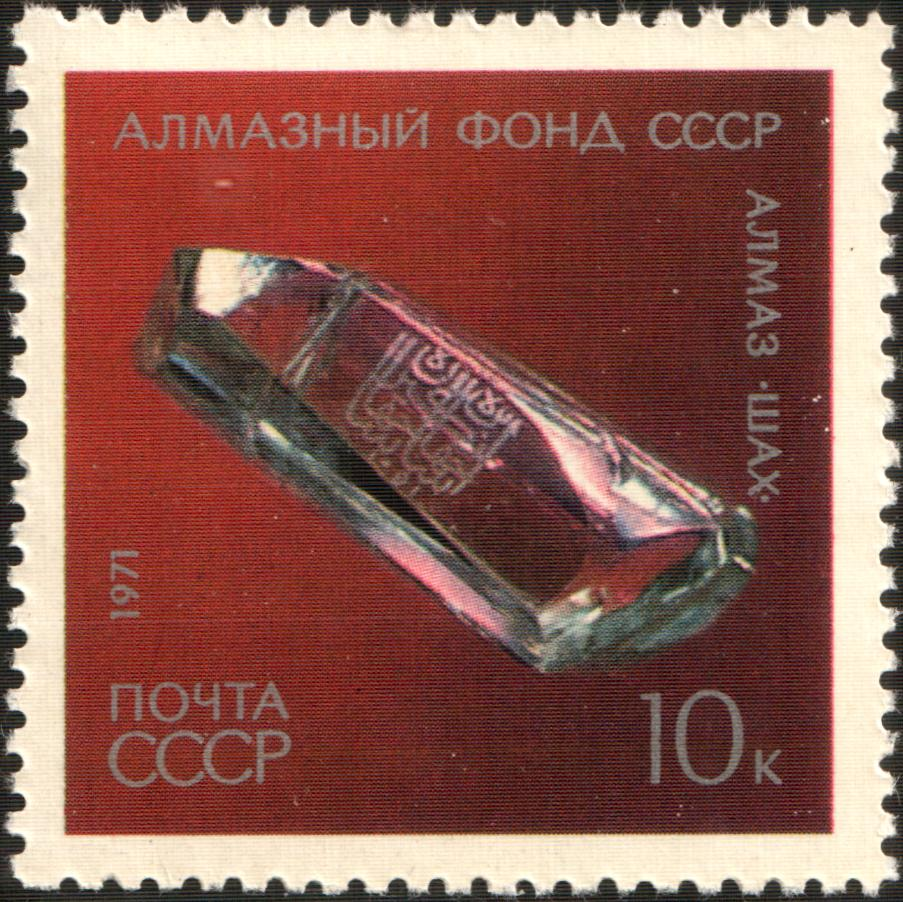
الماس شاه که فتحعلی‌شاه قاجار به نیکلای یکم هدیه داد.